# Huta Dame
Huta Dame is een bestuurslaag in het regentschap Toba Samosir van de provincie Noord-Sumatra, Indonesië. Huta Dame telt 309 inwoners (volkstelling 2010).